# Regió interorbitària
La regió interorbitària és la part del crani situada entre els dos ulls, davant del neurocrani. La seva forma pot variar significativament d'un tàxon a l'altre.
En els rosegadors orizominis, per exemple, l'amplada, la forma i la presència de bordonament a la regió interorbitària exhibeix variació interespecífica. En els ocells i molts altres animals que tenen els ulls als costats del crani, la regió interorbitària normalment consisteix en un «septe interorbitari» prim que pot estar perforat per un forat més o menys gran que connecta les òrbites oculars.